# Pierre-Augustin Grandjacquet
Pierre-Augustin Grandjacquet (* 1730 in Pontarlier, Département Doubs; † 1795 in Angoulême) war ein französischer Theologe und Schriftsteller.

## Leben
Pierre-Augustin Grandjacquet trat nach der Beendigung seiner Studien in den Jesuitenorden ein. Nach der Aufhebung des Ordens ließ er sich in Besançon nieder, wo er bereits als Kanzelredner Ansehen erworben hatte.  Die vom Kardinal Choiseul, dem Erzbischof von Besançon, gegründete geistliche Akademie, wodurch dieser beim Klerus seiner Diözese Geschmack an literarischen Studien zu wecken suchte, nahm Grandjacquet gern als Mitglied auf. Er hielt poetische und prosaische Vorträge und wies entschieden die Verdächtigungen streng religiöser Kleriker, welche die Pflichten des geistlichen Standes als unvereinbar mit der Pflege der schönen Wissenschaften hielten, durch bissige Epigramme zurück. Hierdurch zog er sich die Feindschaft der Getroffenen zu, was ihm in der Folge schadete. Als er sich nämlich 1770 um eine Professur in der theologischen Fakultät zu Besançon bewarb, erhielt er diese Stelle nicht, obwohl er unter allen Mitbewerbern die beste Arbeit ablieferte.
Nach dem Tod des Kardinals Choiseul im Januar 1774 begab sich Grandjacquet in seine Geburtsstadt und beschäftigte sich hier mit literarischen Arbeiten bis zum Ausbruch der Französischen Revolution (1779). Da er kein geistliches Amt bekleidete und überhaupt wegen steter Kränklichkeit zurückgezogen lebte, glaubte er den vom Klerus geforderten Bürgereid nicht leisten zu müssen. Da aber die Behörde der Stadt Pontarlier anderer Ansicht war und den Eid von ihm verlangte, verweigerte er diesen und verbarg sich. Er wurde jedoch entdeckt und, nachdem er einige Zeit in einem Gefängnis in Besançon verbracht hatte, mit mehreren Mitbrüdern zur Deportation verurteilt. Unterwegs erkrankte er auf dem Weg nach Rochefort gefährlich und starb im Spital von Angoulême, in das er eingeliefert wurde, gegen Ende 1795 im Alter von 65 Jahren.
Grandjacquet war ein geachteter Gelehrter und verfasste auch Schriften, aber nur seine für die Akademie von Besançon ausgearbeiteten Vorlesungen, die er unter dem Titel La muse d’un théologien du Mont-Jura (2 Bände, Lausanne 1777) herausgab, sind bekannt geworden. Diese Arbeiten zeigen ihn als einen wissenschaftlich gebildeten Mann, der aber keine poetischen Talente besaß. Unter seinen prosaischen Aufsätzen verdient seine Abhandlung über den Zustand der Wissenschaften und schönen Künste in der Grafschaft Burgund während des 18. Jahrhunderts Beachtung. Er tadelt darin sehr scharf die damals mangelhafte Erziehung in diesem Teil Frankreichs und schreibt diesem Missstand die Unwissenheit all jener, die nicht die Schulen in Paris besuchen konnten, und den Mangel an gebildeten Männern zu. Er hinterließ noch viele andere Schriften, unter der eine Abhandlung über die Magie und Zauberei (Traité sur la magie, les maléfices, les magiciens, les sorciers vrais ou supposés) hervorgehoben wird; sie blieben aber ungedruckt.